# Кеймараз
Кеймараз ранее Араб-Кеймураз (азерб. Keymərəz) — село в Хачмазском районе Азербайджана.

## География
Расположено в западной части района на реке Чигаджукчай к юго-западу от районного центра Хачмаза.

## История
Поселения арабов на территории современного Азербайджана начали появляться во времена арабского халифата. Со временем переселенцы-арабы тюркизировались. Первоначально село именовалось Араб-Кеймуразъ.

Г. Ф. Чурсин писал в 1929 году:
С прекращением арабского владычества арабские гарнизоны были отозваны из Закавказья, и здесь остались лишь рассеянные там и сям небольшие арабские поселки. Потомки этих арабов до сих пор проживают в некоторых селениях Азербайджана. Они давно забыли арабский язык и усвоили язык окружающего населения — тюркский. От их прошлого арабского быта у них сохранилось лишь их старинное любимое занятие — разведение верблюдов. В настоящее время эти отюреченные арабы сами считают себя тюрками.
По сведениям «Камерального описания Кубинской провинции», составленном в 1831 году коллежским регистратором Хотяновским, в деревне Араб-Кеймараз находившейся в пожизненном управлении капитана Иса бека население состояло из 122 шиитов ведших оседлый образ жизни и занимавшихся земледелием и шелководством. Имелось 25 тутовых садов. Кендхудой деревни являлся Фатали Мюхюбали оглы.
В списках населённых мест Бакинской губернии от 1870 года, составленных по сведениям камерального описания губернии с 1859 по 1864 гг., встречается описание казначейской деревни Араб-Кеймуразъ, расположенной «близь  устья рч. Чагаджиг-чай въ Каспiйское море». Жители обозначаются «татарами»-шиитами.

## Население
Статистические материалы посемейных списков на 1886 год показывают в Араб-Кеймуразъ 378 жителей (72 дыма) и все азербайджанцы-шииты (по источнику «татары»-шииты).
По данным Азербайджанской сельскохозяйственной переписи 1921 года в селении Араб-Кеймураз Кубинского уезда Азербайджанской ССР имелось 75 хозяйств, преообладающее население численностью 290 человек — азербайджанские тюрки. Мужчин насчитывалось — 141 человек, женщин — 149 человек.